# Residencial Albaterra
Residencial Albaterra es una localidad del estado mexicano de Jalisco. Es parte del municipio de Zapopan.

## Demografía
| Censo | Población |
| ----- | --------- |
| 2010  | 274       |
| 2020  | 2 392     |